# 937
937 (CMXXXVII) var ett normalår som började en söndag i den julianska kalendern.

## Händelser

### September
- 21 september – Magdeburg blir huvudstad i tysk-romerska riket, efter ett rådslag hållet av kejsar Otto I.

## Födda
- Johannes XII, född Octavianus, påve 955–964 (född omkring detta år).
- Susanna av Italien, grevinna och regent av Flandern och drottning av Frankrike.

## Avlidna
- Marozia, påvlig älskarinna och politiker.